# Robert Christgau
Robert Thomas Christgau (sinh ngày 18 tháng 4 năm 1942) là nhà báo, nhà nghiên cứu và phê bình âm nhạc người Mỹ, còn được biết tới với biệt danh "cha đẻ của ngành phân tích nhạc rock Mỹ".
Là một trong những nhà nghiên cứu âm nhạc đầu tiên, Christgau được nhắc tới nhiều qua những đánh giá ngắn gọn được ông thực hiện suốt thời gian dài từ năm 1969 tới 2013 qua chuyên mục Consumer Guide. Ông cũng cộng tác tới hon 37 năm với tờ The Village Voice mà ở đó ông đã lập nên mục bình chọn độc giả nổi tiếng Pazz & Jop.

## Tiểu sử
- Any Old Way You Choose It: Rock and Other Pop Music, 1967-1973 (1973)
- Christgau's Record Guide: Rock Albums of the '70s (1981)
- Christgau's Record Guide: The '80s (1990)
- Grown Up All Wrong: 75 Great Rock and Pop Artists from Vaudeville to Techno (1998)
- Christgau's Consumer Guide: Albums of the '90s (2000)